# Mosquito (Psychotic Waltz)
Mosquito è il terzo album in studio del gruppo musicale statunitense Psychotic Waltz, pubblicato il 25 luglio 1994 dalla Bullet Proof Records.

## Descrizione
L'album è stato prodotto dal gruppo stesso insieme a Scott Burns, famoso in quel periodo per essere il produttore di molti gruppi death metal. Si tratta inoltre dell'ultimo disco registrato con il bassista Ward Evans, sostituito da Phil Cuttino (il cui nome apparirà tra i crediti delle varie riedizioni).
Lo stile musicale risulta maggiormente improntato su atmosfere psichedeliche e su strutture immediate, a discapito della velocità e, in parte, della complessità che hanno contraddistinto i precedenti album. Il brano conclusivo Mindsong contiene una traccia fantasma intitolata Darkness, interamente composta da Dan Rock.
Nel 2004 la Metal Blade Records ha ristampato l'album in edizione CD all'interno di un box set di cartone contenente anche il primo album A Social Grace; per l'occasione anche la copertina è stata rinnovata, con una grafica curata da Travis Smith. Nel 2011 Mosquito è stato inserito in formato vinile all'interno della raccolta The Architects Arise: The First Ten Years, distribuito dalla Century Media Records.

## Tracce
Testi di Buddy Lackey, musiche di Psychotic Waltz, eccetto dove indicato.
1. Mosquito – 3:15
2. Lovestone Blind – 4:15
3. Haze One – 4:37
4. Shattered Sky – 4:49
5. Cold – 4:26
6. All the Voices – 3:04
7. Dancing in the Ashes – 2:32
8. Only Time – 4:37
9. Locked Down – 3:26 (musica: Buddy Lackey)
10. Mindsong – 10:09 – contiene la traccia fantasma Darkness (musica: Dan Rock)

## Formazione
Gruppo
- Brian McAlpin – chitarra
- Dan Rock – chitarra, tastiera
- Ward Evans – basso
- Norman Leggio – batteria
- Buddy Lackey – voce

Produzione
- Scott Burns – produzione, missaggio, ingegneria del suono
- Psychotic Waltz – produzione
- Darren Mora – assistenza tecnica ai Madhutter
- James Saez – assistenza tecnica al The Record Plant
- Ralph Hubert – produzione esecutiva